# Emergency!
Emergency! — первый студийный альбом американской фьюжн-группы The Tony Williams Lifetime, вышедший в 1969 году. Альбом стал одной из первых значимых записей стиля фьюжн. Его обычно оценивают как новаторский, влиятельный и незаурядный альбом, повлиявший на развитие таких жанров как джаз, рок и фьюжн.

## История создания
Первый состав ансамбля, записавший этот альбом, представлял собой пауэр-трио с американцами Тони Уильямсом на ударных, Ларри Янгом на органе и английским гитаристом Джоном Маклафлином. «Emergency!» стал единственным альбомом, записанным этим составом.
Альбом был записан в Нью-Йорке за два дня в мае 1969 года и был в том же году выпущен на двух долгоиграющих пластинках, причём каждая из четырёх сторон содержала по две композиции.
В альбоме группа экспериментирует в широком жанровом диапазоне, включая фанк, психоделический рок, хард-боп, блюз и фри-джаз. Альбом характеризуется мощным «электрическим» звучанием, сочетая различные стилистические элементы порой в рамках одной композиции: «Spectrum» начинается как типичный быстрый хард-боп, где особо выделяется энергичное органное соло Ларри Янга, но затем звучат тяжёлые гитарные риффы. На некоторых треках можно услышать голос Тони Уильямса. «Beyond Games» и «Via The Spectrum Road» являются полноценными песнями (последняя имеет довольно опосредованное отношение к джазу и звучит скорее как психоделический рок), в начале и в конце «Where» небольшой текст скорее проговаривается; «Sangria For Three» содержит лишь небольшой вокализ. Саунд альбома мощный, немного небрежный и напоминает больше о рок-музыке, чем о джазе.
Отмечается, что все три музыканта группы в разное время участвовали в различных составах Майлза Дэвиса.
Ларри Янг также играл в альбоме Джона Маклафлина «Devotion» в 1970 году.

## Отзывы
Альбом имел положительную критику как сразу после выхода, так и в последующие годы.
В рецензии для The Village Voice музыкальный критик Роберт Кристгау назвал альбом «оглушительным» и назвал Тони Уильямса «вероятно, лучшим барабанщиком в мире».
В ретроспективном отзыве AllMusicGuide Лео Стэнли указывает, что Emergency! «стёр границы между роком и джазом» своими «плотными, смелыми, непредсказуемыми звуковыми ландшафтами», «создав фундамент стиля и звучания фьюжна».
По мнению Денниса Полкоу из Chicago Tribune, несмотря на вызывающее вопросы качество звука, альбом имеет «непревзойдённые для фьюжна энергию и дух».

## Список композиций
| № | Название              | Автор                           | Время |
| - | --------------------- | ------------------------------- | ----- |
| 1 | Emergency!            | Tony Williams                   | 9:35  |
| 2 | Beyond Games          | Tony Williams                   | 8:20  |
| 3 | Where                 | John McLaughlin                 | 12:09 |
| 4 | Vashkar               | Carla Bley                      | 4:58  |
| 5 | Via The Spectrum Road | Tony Williams / John McLaughlin | 7:49  |
| 6 | Spectrum              | John McLaughlin                 | 8:50  |
| 7 | Sangria For Three     | Tony Williams                   | 13:07 |
| 8 | Something Spiritual   | Dave Herman                     | 5:37  |

## Участники
- Джон Маклафлин — гитара
- Ларри Янг — орган
- Тони Уильямс — ударные; вокал [2, 3, 5, 7]